# ジュネーブ軍縮会議

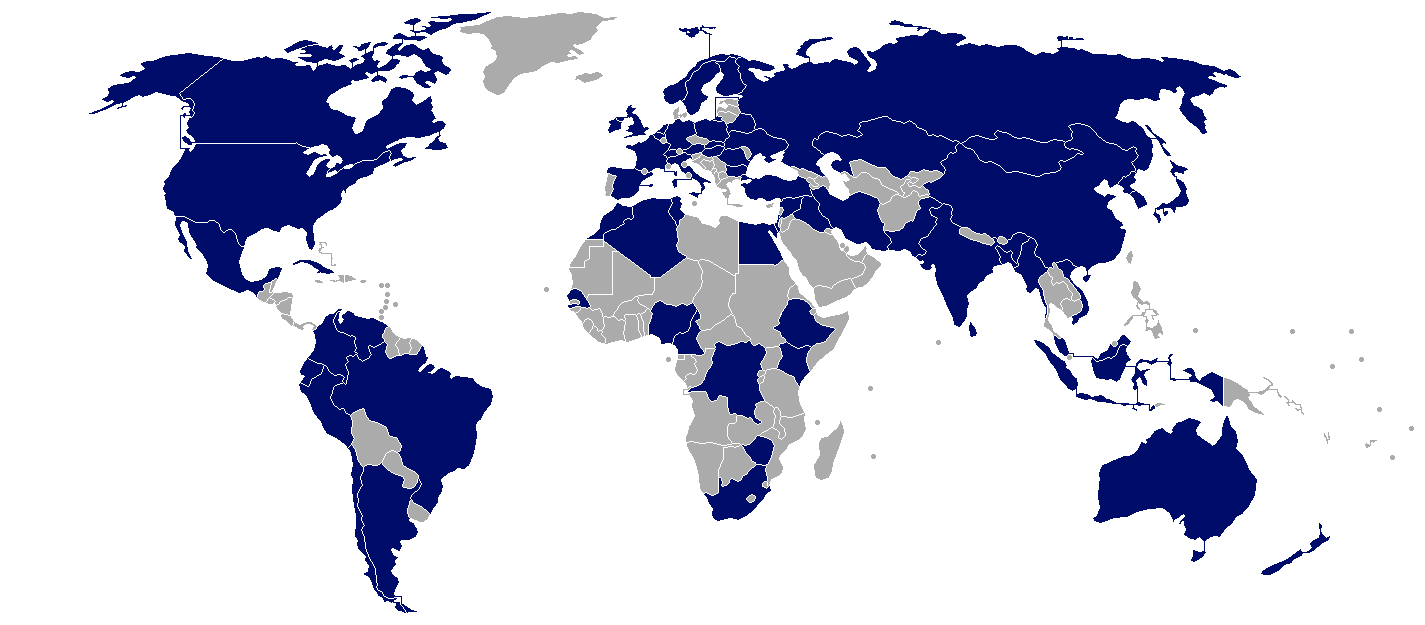
加盟国＝濃い青

ジュネーブ軍縮会議（ジュネーブぐんしゅくかいぎ、英: Conference on Disarmament, CD）は、スイスのジュネーヴに置かれている常設の軍縮会議機関。旧称はジュネーブ軍縮委員会（ジュネーブぐんしゅくいいんかい、英: Committee on Disarmament）。軍縮に関する多国間交渉を行う唯一の機関である。単に軍縮会議または軍縮委員会と呼ばれることもある。
国際連合の下部組織ではないものの、国際連合ジュネーブ事務局の事務局長が軍縮会議の事務局長を兼任するなど、事務局機能は国際連合軍縮部 (UNODA) が務めており、国連とは密接な関係を有している。

## 議題
ジュネーヴ軍縮会議では、以下を議題とする。
1. 核軍備競争停止および核軍縮
2. 核戦争防止
3. 宇宙における軍備拡張競争の防止
4. 非核兵器国に対する安全保障の供与
5. 放射性兵器等新型大量破壊兵器
6. 包括的軍縮計画
7. 軍備の透明性

## 歴史
- 1960年 - 米英仏ソ共同コミュニケにより、本会議の起源となる10か国軍縮委員会（英語版） (TNCD) がジュネーヴに設置される[1][2][3]。
- 1962年 - 18か国軍縮委員会（英語版） (ENCD) がジュネーヴに設置される[2][3]。
- 1969年 - ジュネーブ軍縮委員会会議（英語版） (CCD) がジュネーヴに設置される[2][3]。日本が加盟[1]。
- 1978年 - 第1回国際連合軍縮特別総会が開催される[2]。
- 1979年 - 第1回国際連合軍縮特別総会の決議に基づき、ジュネーブ軍縮委員会が設置される[2][3]。
- 1984年 - ジュネーブ軍縮会議となる[3]。

## 加盟国
- アルジェリア
- アルゼンチン
- オーストラリア
- オーストリア
- バングラデシュ
- ベラルーシ
- ベルギー
- ブラジル
- ブルガリア
- カメルーン
- カナダ
- チリ
- 中国
- コロンビア
- キューバ
- 朝鮮民主主義人民共和国（北朝鮮）
- コンゴ民主共和国
- エクアドル
- エジプト
- エチオピア
- フィンランド
- フランス
- ドイツ
- ハンガリー
- インド
- インドネシア
- イラク
- アイルランド
- イラン・イスラム共和国
- イスラエル
- イタリア
- 日本
- カザフスタン
- ケニア
- マレーシア
- メキシコ
- モンゴル
- モロッコ
- ミャンマー
- オランダ
- ニュージーランド
- ナイジェリア
- ノルウェー
- パキスタン
- ペルー
- ポーランド
- 大韓民国
- ルーマニア
- ロシア連邦
- セネガル
- スロバキア
- 南アフリカ
- スペイン
- スリランカ
- スウェーデン
- スイス
- シリア・アラブ共和国
- チュニジア
- トルコ
- ウクライナ
- グレートブリテンおよび北アイルランド連合王国（イギリス）
- アメリカ合衆国
- ベネズエラ・ボリバル共和国
- ベトナム
- ジンバブエ

## 締結された主な条約
ジュネーヴ軍縮会議およびその前身組織では数多くの条約が締結されてきた。以下はその代表例である。
- 部分的核実験禁止条約（1963年）
- 核拡散防止条約（1968年）
- 海底における核兵器等設置禁止条約（1971年）
- 生物兵器禁止条約（1972年）
- 環境破壊兵器禁止条約（1977年）
- 化学兵器禁止条約（1992年）

## 交渉方法
毎年、3会期回開かれる本会議へ、各国はジュネーヴ軍縮会議担当の特命全権大使を派遣し、これらの大使が軍縮について協議する。日本はジュネーヴに軍縮会議日本政府代表部を置き、大使を派遣している。歴代の大使の中には猪口邦子もいた。
近年は実質的交渉や議論の行われない停滞状態が続いている。